# Xanthandrus comtus
Xanthandrus comtus là một loài ruồi trong họ Ruồi giả ong (Syrphidae). Loài này được Harris mô tả khoa học đầu tiên năm 1780. Xanthandrus comtus phân bố ở vùng Cổ Bắc giới